# 仿射空间
仿射空间 （英文: Affine space)，又称线性流形，是数学中的几何结构，这种结构是欧式空间的仿射特性的推广。在仿射空间中，点与点之间做差可以得到向量，点与向量做加法将得到另一个点，但是点与点之间不可以做加法。
仿射空间中没有特定的原点，因此不能将空间中的每一点和特定的向量对应起来。仿射空间中只有从一个点到另一个点的位移向量，或称平移向量。如果{\displaystyle X}是仿射空间，{\displaystyle a,b\in X}，那么从{\displaystyle a}到{\displaystyle b}的位移向量为{\displaystyle b-a}。虽然无法做点与点之间的加法， 但是可以通过仿射组合(系数和为1的线性组合)的方式进行点的变化，仿射组合的系数构成了一个重心坐标 。
所有向量空间都可看作仿射空间。若{\displaystyle X}是向量空间，{\displaystyle L\subseteq X}是向量子空间，{\displaystyle a\in X}, 则{\displaystyle a+L=\{a+l:l\in L\}}是仿射空间。这里的{\displaystyle a}也称为平移向量。若向量空间{\displaystyle X}的维度是{\displaystyle n<\infty }，那么{\displaystyle X}的仿射子空间也可看作一组非齐次线性方程的解；对应的(去掉平移向量的)齐次方程的解是线性子空间，因为齐次方程的解永远包含零解。维度为{\displaystyle n-1}的仿射空间也叫做仿射超平面。

## 非正式描述
下面的非正式描述可能比正式的定义更容易理解。仿射空间像是没有原点的向量空间，其中向量只有方向和大小。假设有甲乙两人，其中甲知道一个空间中真正的原点，但是乙认为另一个点{\displaystyle p}才是原点。现在求两个向量{\displaystyle a}和{\displaystyle b}的和。乙画出{\displaystyle p}到{\displaystyle a}和{\displaystyle p}到{\displaystyle b}的箭头，然后用平行四边形找到他认为的向量{\displaystyle a+b}。但是甲认为乙画出的是向量{\displaystyle p+(a-p)+(b-p)}。同样的，甲和乙可以计算向量{\displaystyle a}和{\displaystyle b}的线性组合，通常情况下他们会得到不同的结果。然而，请注意：如果线性组合系数的和为1，那么甲和乙将得到同样的结果！
如果乙从他的原点{\displaystyle p}向{\displaystyle \lambda a+(1-\lambda )b}方向行走，
则从甲的角度来看，乙的行程为{\displaystyle p+\lambda (a-p)+(1-\lambda )(b-p)=\lambda a+(1-\lambda )b}.

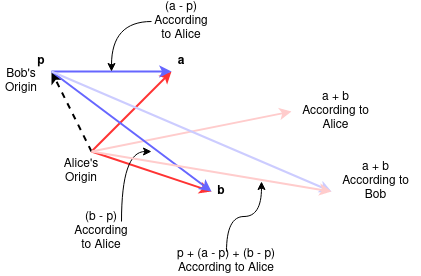
图中Alice为甲,Bob为乙

仿射空间就是这样产生的：定义仿射组合为系数和为1的线性组合；甲知道空间的「线性结构」，但是甲和乙都知道空间的「仿射结构」，也就是空间中所有仿射组合的值。
那么对于所有满足{\displaystyle \lambda +(1-\lambda )=1}的系数，即使甲乙从不同的原点开始，他们将以同样的线性组合描述同样的点。

## 定义
称集合 {\displaystyle A} 是仿射空间，是指其满足如下性质：
1. 存在一个与之相伴的向量空间 {\displaystyle B}
2. 存在一个映射 {\displaystyle f:{\begin{aligned}A\times B&\to A\\(a,v)\ &\mapsto a+v\end{aligned}}}，且这个映射有如下性质：
  1. 右幺性：{\displaystyle \forall a\in A,a+0_{B}=a};
  2. 结合律：{\displaystyle \forall \alpha ,\beta \in B,a\in A} 成立 {\displaystyle (a+\alpha )+\beta =a+(\alpha +\beta )};
  3. 正则性：给定 {\displaystyle A} 中的元素{\displaystyle a}, {\displaystyle \exists f_{a}:B\rightarrow A} 是双射.

从定义中不难得出集合 {\displaystyle A} 还具有如下性质:
1. {\displaystyle \forall \alpha \in B,f_{\beta }:a\mapsto a+\alpha }是一个双射;
2. 减法： {\displaystyle \forall a,b\in A,\exists \alpha \in B} 使得{\displaystyle b=a+\alpha }, 记这个 {\displaystyle \alpha } 为 {\displaystyle b-a}.

另一种等价的定义可以表述为：集合 {\displaystyle A} 是仿射空间, 是指存在某个向量空间{\displaystyle V}, {\displaystyle V} 在 {\displaystyle A} 上的作为加法群的群作用是自由且可迁的.

## 参阅
- 仿射几何
- 仿射变换
- 仿射群
- 区间测度
- heap (数学)
- 空间 (数学)